# Antigua Galería Nacional de Berlín
La Alte Nationalgalerie (Antigua Galería Nacional) en la Isla de los Museos en Berlín es una galería que muestra obras de arte del siglo XIX de la colección de la Fundación Cultural de Herencia Prusiana.

## Historia
La Nationalgalerie fue fundada en 1861, tras la donación de 262 pinturas del banquero Joachim Heinrich Wilhelm Wagener. La colección fue exhibida primero en la Akademie der Künste. El actual edificio, que tiene la figura de un templo romano fue diseñado por Karl Friedrich Schinkel en 1865, siguiendo un esbozo del rey Federico Guillermo IV de Prusia, y su construcción entre 1869 y 1876 fue finalizada por Heinrich Strack. El edificio fue severamente dañado durante la Segunda Guerra Mundial debido a los bombardeos. Fue reabierta en 1949, pero la reconstrucción duró hasta 1969. Entre 1998 y 2001 el museo se renovó en gran medida. Fueron agregados pasillos y salas para la colección del Romanticismo.

## Colección

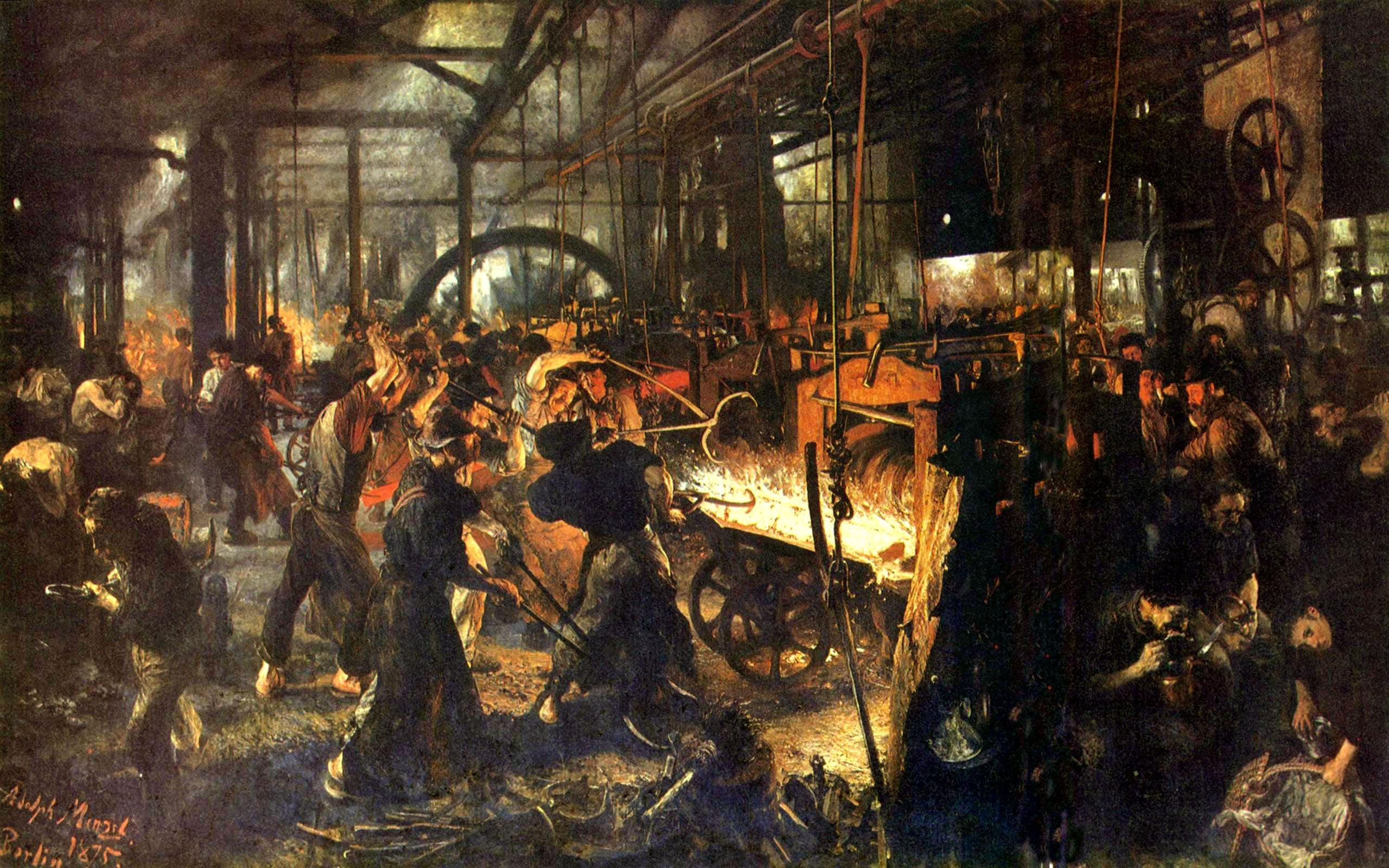
Eisenwalzwerk por Adolph von Menzel.

La colección contiene obras del Clasicismo y Romanticismo (por artistas como Caspar David Friedrich, Karl Friedrich Schinkel, y Carl Blechen), del Biedermeier, el impresionista francés (Édouard Manet, Claude Monet) y los primeros trabajos de (Adolph von Menzel, Max Liebermann, Lovis Corinth). Las exhibiciones más importantes son: de Friedrich, Mönch am Meer, de Menzel, Eisenwalzwerk y del escultor Johann Gottfried Schadow, Prinzessinnengruppe, una doble estatua de las princesas Louise y Friederike de Prussia.